# Хьюстон Рокетс
«Хьюстон Рокетс» (англ. Houston Rockets) — профессиональный баскетбольный клуб, выступающий в Юго-Западном дивизионе Западной конференции Национальной баскетбольной ассоциации. Клуб базируется в городе Хьюстон, Техас. Играет домашние матчи на арене Тойота-центр. Команда была основана в 1967 году и до переезда в Хьюстон первые 4 сезона играла в Сан-Диего, Калифорния под названием «Сан-Диего Рокетс». Команда дважды становилась чемпионом НБА и четыре раза выигрывала Западную конференцию.

## История
В дебютном для себя сезоне 1967 года команда смогла одержать всего 15 побед. На драфте НБА 1968 года клуб получил возможность выбора под первым номером, им стал тяжёлый форвард Элвин Хейз. Игрок сразу же стал лидером команды и привёл её в первом же сезоне в плей-офф турнира. Клуб до сезона 1976–77 не мог похвастаться статистикой, проигрывая в сезоне больше матчей, чем выигрывая. После этого клубу удалось купить Мозеса Мэлоуна, который вскоре выиграл награду MVP, как самый ценный игрок сезона,а затем смог повторить свой успех. В первом же сезоне за команду Мэлоун привел её к финалу конференции. Также Мэлоун привёл команду к финалам НБА в 1981 году, однако они проиграли «Бостон Селтикс» в шести матчах (2-4). В составе «Селтикс» блистал Ларри Бёрд и будущий тренер «Хьюстона» Кевин Макхейл.
В 1984 году «Рокетс» на драфте выбрали центрового Хакима Оладжьювона, который в паре с 224-сантиметровым Ральфом Сэмпсоном формировал бы сдвоенный центр и одну из самых высоких задних линий на тот момент в НБА. Пара центровых получила называние «Twin Towers». В итоге команда второй раз в истории дошла до финалов, вновь встретившись с «Бостон Селтикс», где вновь они проиграли в шести матчах (2-4). «Рокетс» продолжили выходить в плей-офф все 1980-е годы, однако проваливались в последнем раунде. В 1987 году в полуфинале конференции они проиграли «Сиэтл Суперсоникс». В середине сезона 1991–92 года главным тренером становится Руди Томьянович, с ним начинается лучший период для клуба. Хаким Оладжьювон привёл команду к финалу 1994 года, где «Рокетс» противостоял «Нью-Йорк Никс» с центровым Патриком Юингом и тренером Пэтом Райли. В итоге в сложнейшем финале «Хьюстон» смог завоевать первый титул (4-3), а личную дуэль центровых выиграл также Оладжьювон, став самым ценным игроком финала.Новый сезон полностью повторил предыдущий, команда хорошо стартовала, к ней присоединился будущий Член баскетбольного зала славы Клайд Дрекслер. В финале «Рокетс» вышли на «Орландо Мэджик», где выступали будущие звёздные новички Шакил О’Нил и Пенни Хардуэй. Дуэли не получилось, «Хьюстон Рокетс» победил в четырёх матчах (4-0).Награду, как самый ценный игрок финала вновь выиграл Хаким Оладжьювон.
В 1996 году команда получила ещё одного члена зала славы, Чарльза Баркли, однако даже присутствия в команде трёх звёзд (Дрекслер, Оладжьювон, Баркли) не хватило для попадания в финал. Каждый из «большого трио» покинул команду к 2001 году, и в XXI век вступила обновленная команда, ведомая Трэйси Макгрэди и Яо Мином. «Рокетс» продолжили традицию попадания в плей-офф и отчаянной борьбы, хотя оба лидера часто получали травмы. После того, как в 2011 году Яо Мин закончил карьеру, «Рокетс» начали процесс перестройки. В 2012 году к клубу в результате обмена присоединился Джеймс Харден, вокруг которого и решено было строить новую команду. К середине 2010-х команда вновь стала одним из претендентов на чемпионство. Под руководством генерального менеджера Дэрила Мори в игровой процесс внедрялись современные методики, в том числе сбор и анализ статистики, что привело к популяризации баскетбола, также у команды появился свой игровой стиль.

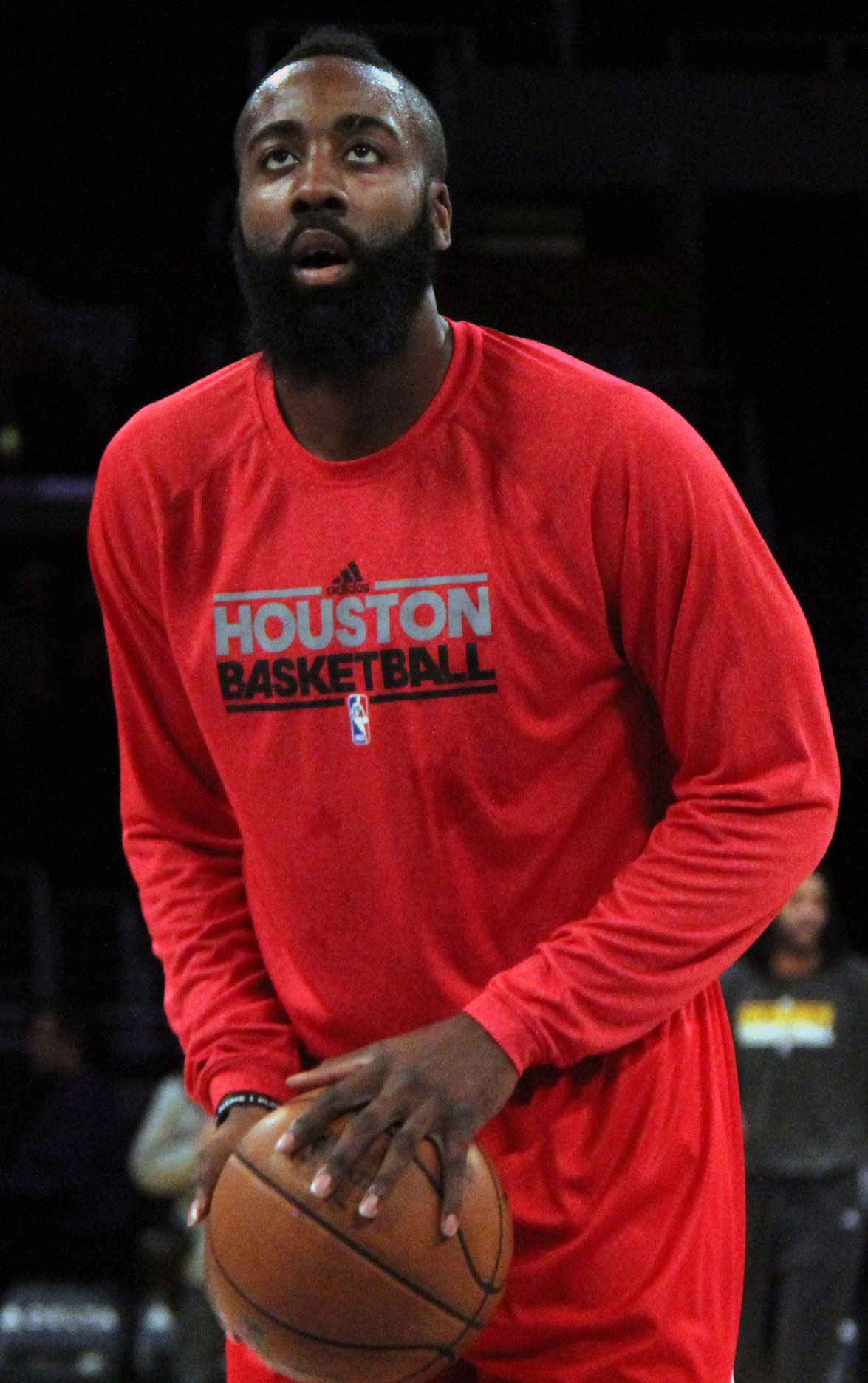
Джеймс Харден попал в «Хьюстон» в 2012 году и стал лучшим игроком команды, вокруг которого и началось создание нового клуба

### 2012-2021: Эра Джеймса Хардена
После изменений по итогам сезона 2012 года, в составе «Хьюстона» осталось только четверо игроков, которые выступали в сезоне 2011/2012: Чендлер Парсонс, Грег Смит, Маркус Моррис и Патрик Паттерсон, хотя двое последних были тоже проданы уже в сезоне 2012/2013. Сезон 2013/2014 «Рокетс» завершили с 54 победами и 28 поражениями. Этот сезон запомнился переходом Дуайта Ховарда, до этого игравшего за «Лейкерс» и игрой Джеймса Хардена. В этом сезоне он стал пятым в голосовании за MVP, вошёл в первую пятёрку сборной всех звёзд НБА и попал на матч всех звезд. В первом раунде плей-офф «Рокетс» встретились с «Портленд Трэйл Блэйзерс». Они потерпели поражение с общим счётом 4-2 в пользу «Блэйзерс». Сезон 2014/2015 стал третьим лучшим сезоном для франшизы, «Рокетс» завершили сезон с 56 попебами при 26 поражениях, Джеймс Харден стал вторым в гонке за титул MVP, он уступил только Стефену Карри. В первом раунде плей-офф соперниками «Рокетс» стали «Даллас Маверикс», «Рокетс» выиграли серию со счётом 4-1. Следующем соперником стали «Лос-Анджелес Клипперс» во главе с Крисом Полом и Деандре Джорданом. «Рокетс» уступали со счётом 3-1, но перевернули серию и выиграли со счётом 4-3. Они стали всего 9 командой с сумевших выиграть серию со счёта 3-1. В финале западной конференции «Рокетс» встретились с «Голден Стэйт Уорриорз» в самом начале их «династии». Во главе «Уорриорз» стоял Стефен Карри, действующий MVP лиги. «Рокетс» проиграли серию со счётом 4-1, а «Уорриорз» отправились в финал, где стали новыми чемпионами НБА. Cезон 2015/2016 стал провалом для франшизы. После плохого старта главный тренер, Кевин МакХэйл был уволен. Его место занял Джей Би Бикерстафф. «Рокетс» закончили сезон с раным количеством побед и поражений, по 41. В первом раунде «Рокетс» снова встретились с «Голден Стэйт Уорриорз», после их сумасшедшего сезона, который они завершили с рекордом лиги за всю историю 73-9. «Рокетс» проиграли серию со счётом 4-1. Cезон 2016/2017 «Хьюстон» начали с назначения нового тренера Майкла Д’Антони. Этот сезон «Рокетс» завершили с рекордом 55-27. Джеймс Харден опять стал вторым в гонке за звание MVP. Первый раунд «Рокетс» начали с победы над «Оклахомой-Сити Тандер» со счётом 4-1. Во втором раунде «Рокетс» встретились с «Сан-Антонио Спёрс». «Рокетс» проиграли серию со счётом 4-2. Cезон 2017/2018 стал одним из лучших в истории команды. Джеймс Харден стал самым ценным игроков лиги, а «Рокетс» закончили сезон с рекордом 65-17, лучшим за всю историю франшизы. В первом раунде «Рокетс» уверенно обыграли «Миннесоту Тимбервулвз» со счётом 4-1. Во втором раунде победили «Юту Джаз» со счётом 4-1. В финале западной конференции «Рокетс» встретились с «Голден Стэйт Уорриорз». Серия затянулась на 7 игр, но «Рокетс» не смогли обыграть действующих чемпионов НБА. Cезон 2018/2019 «Рокетс» завершили с рекордом 53-29, несмотря на разногласия Криса Пола и Рэджона Рондо. Джеймс Харден опять стал финалистом в гонке за звание MVP. В плей-офф «Рокетс» побели «Юту Джаз» в 5 играх. После чего «Рокетс» уступили «Уорриорз» в 6 играх. Это был 4 раз когда «Рокетс» проиграли «Уорриорз» в плей-офф за последние 5 лет. В сезоне 2019/2020 Крис Пол был обменен в «Оклахому» на Расселла Уэстбрука и несколько драфт пиков. Этот сезон «Рокетс» завершили с рекордом 44-28, из-за локдауна остальные игры сыграны не были. «Рокетс» стали одной из 22 команд которые были приглашены для участия в последних 8 игр регулярного сезона. В плей-офф «Рокетс» обыграли «Оклахому», бывшую команду Хардена и Уэстбрука в 7 играх. Во втором раунде они были обыграны командой «Лос-Анджелес Лейкерс», во главе с Леброном Джеймсом и Энтони Дэвисом в 5 играх. После этого сезона Майкл Д’Антони покинул команду после 4 сезонов. Сезон 2020/2021 стал началом перестройки «Рокетс». Лидер франшизы Джеймс Харден был обменян в «Бруклин Нетс», там он воссоединился со своим старым товарищем по команде Кевином Дюрантом. Расселл Уэстбрук был обменян в «Вашингтон Уизардс» на Джона Уолла. Этот сезон они закончили с рекордом 17-55 и пропустили плей-офф.

## Статистика
Команда была создана в 1967 году в Сан-Диего (Калифорния) под названием «Сан-Диего Рокетс», где играла в течение четырёх лет, до переезда в Хьюстон, штат Техас. За 45 сезонов своего существования (до 2012 года) «Хьюстон Рокетс» вышли в плей-офф НБА 26 раз. Команда выиграла титул чемпионов НБА дважды, в 1994 и 1995 годах. Помимо этого, «Хьюстон Рокетс» дважды выходили в финал НБА в 1981 и 1986 годах, но оба раза уступили «Бостон Селтикс». Наилучший показатель побед-поражений команды был 58-24, в сезоне 1993/94, худший результат был 15-67, в дебютном сезоне 1967/68.
 В = Выигрыши, П = Проигрыши, П% = Процент выигранных матчей
| Сезон    | В    | П    | П%   | Плей-офф                                                                                  | Результаты |
| -------- | ---- | ---- | ---- | ----------------------------------------------------------------------------------------- | --- |
| 2006/07  | 52   | 30   | 63,4 | Проиграли в первом раунде                                                                 | Юта Джаз 4, Хьюстон Рокетс 3                                                                                            |
| 2007/08  | 55   | 27   | 67,1 | Проиграли в первом раунде                                                                 | Юта Джаз 4, Хьюстон Рокетс 2                                                                                            |
| 2008/09  | 53   | 29   | 64,6 | Выиграли в первом раунде Проиграли в полуфинале конференции                               | Портленд Трэйл Блэйзерс 2, Хьюстон Рокетс 4 Лос-Анджелес Лейкерс 4, Хьюстон Рокетс 3                                    |
| 2009/10  | 42   | 40   | 51,2 | Не вышли в плей-офф                                                                       | |
| 2010/11  | 43   | 39   | 52,4 | Не вышли в плей-офф                                                                       | |
| 2011/12  | 34   | 32   | 51,5 | Не вышли в плей-офф                                                                       | |
| 2012/13  | 45   | 37   | 54,9 | Проиграли в первом раунде                                                                 | Оклахома-Сити Тандер 4, Хьюстон Рокетс 2                                                                                |
| 2013/14  | 54   | 28   | 65,9 | Проиграли в первом раунде                                                                 | Портленд Трэйл Блэйзерс 4, Хьюстон Рокетс 2                                                                             |
| 2014/15  | 56   | 26   | 68,3 | Выиграли в первом раунде Выиграли в полуфинале конференции Проиграли в финале конференции | Даллас Маверикс 1, Хьюстон Рокетс 4 Лос-Анджелес Клипперс 3, Хьюстон Рокетс 4 Голден Стэйт Уорриорз 4, Хьюстон Рокетс 1 |
| 2015/16  | 41   | 41   | 50,0 | Проиграли в первом раунде                                                                 | Голден Стэйт Уорриорз 4, Хьюстон Рокетс 1                                                                               |
| 2016/17  | 55   | 27   | 67,1 | Выиграли в первом раунде Проиграли в полуфинале конференции                               | Оклахома-Сити Тандер 1, Хьюстон Рокетс 4 Сан-Антонио Сперс 4, Хьюстон Рокетс 2                                          |
| 2017/18  | 65   | 17   | 79,3 | Выиграли в первом раунде Выиграли в полуфинале конференции Проиграли в финале конференции | Миннесота Тимбервулвз 1, Хьюстон Рокетс 4 Юта Джаз 1, Хьюстон Рокетс 4 Голден Стэйт Уорриорз 4, Хьюстон Рокетс 3        |
| Всего    | 2172 | 1962 | 61,3 |                                                                                           | |
| Плей-офф | 147  | 152  | 50,8 | 2 титула чемпионов НБА                                                                    | |

## Индивидуальные достижения

### Лидеры клуба по общей статистике[2]
| Категория          | Игрок            | Годы в команде | Итого  |
| ------------------ | ---------------- | -------------- | ------ |
| Игры               | Хаким Оладжьювон | 1984–2001      | 1 117  |
| Минуты             | Хаким Оладжьювон | 1984–2001      | 42 844 |
| Очки               | Хаким Оладжьювон | 1984–2001      | 26 511 |
| Подборы            | Хаким Оладжьювон | 1984–2001      | 13 382 |
| Передачи           | Джеймс Харден    | 2012–2021      | 4 447  |
| Потери             | Хаким Оладжьювон | 1984–2001      | 3 569  |
| Перехваты          | Хаким Оладжьювон | 1984–2001      | 2 088  |
| Блок-шоты          | Хаким Оладжьювон | 1984–2001      | 3 740  |
| Попаданий с игры   | Хаким Оладжьювон | 1984–2001      | 10 555 |
| % попаданий с игры | Клинт Капела     | 2014–2020      | 63,5   |
| Трёхочковые        | Джеймс Харден    | 2012-2021      | 1 876  |
| % Трёхочковых      | Джон Бэрри       | 2004–2006      | 43,6   |
| Штрафные           | Хаким Оладжьювон | 1984–2001      | 5 376  |
| % штрафных         | Рик Бэрри        | 1978–1980      | 94,1   |

### Лидеры по статистике за сезон
| Категория           | Игрок            | Сезон НБА | Итого |
| ------------------- | ---------------- | --------- | ----- |
| Минуты              | Элвин Хейз       | 1968/69   | 3695  |
| Попаданий с игры    | Элвин Хейз       | 1970/71   | 948   |
| Попыток с игры      | Элвин Хейз       | 1970/71   | 2215  |
| Двухочковые         | Элвин Хейз       | 1970/71   | 948   |
| Попыток двухочковых | Элвин Хейз       | 1970/71   | 2215  |
| Трёхочковые         | Джеймс Харден    | 2018/19   | 378   |
| Попыток трёхочковых | Джеймс Харден    | 2018/19   | 1028  |
| Промахов с игры     | Элвин Хейз       | 1970/71   | 1267  |
| Штрафные            | Джеймс Харден    | 2018/19   | 754   |
| Попыток штрафных    | Джеймс Харден    | 2016/17   | 881   |
| Подборы в нападении | Мозес Мэлоун     | 1978/79   | 587   |
| Подборы в защите    | Мозес Мэлоун     | 1978/79   | 857   |
| Всего подборов      | Мозес Мэлоун     | 1978/79   | 1444  |
| Передачи            | Джеймс Харден    | 2016/17   | 907   |
| Перехваты           | Хаким Оладжьювон | 1988/89   | 213   |
| Блок-шоты           | Хаким Оладжьювон | 1989/90   | 376   |
| Потери              | Джеймс Харден    | 2016/17   | 464   |
| Фолы                | Кевин Каннерт    | 1976/77   | 361   |
| Очки                | Джеймс Харден    | 2018/19   | 2818  |
| % бросков           | Клинт Капела     | 2017/18   | 65,2% |
| % двухочковых       | Клинт Капела     | 2017/18   | 65,3% |
| % трёхочковых       | Джон Бэрри       | 2004/05   | 45,1% |
| % штрафных          | Келвин Мёрфи     | 1980/81   | 95,8% |

### Серии

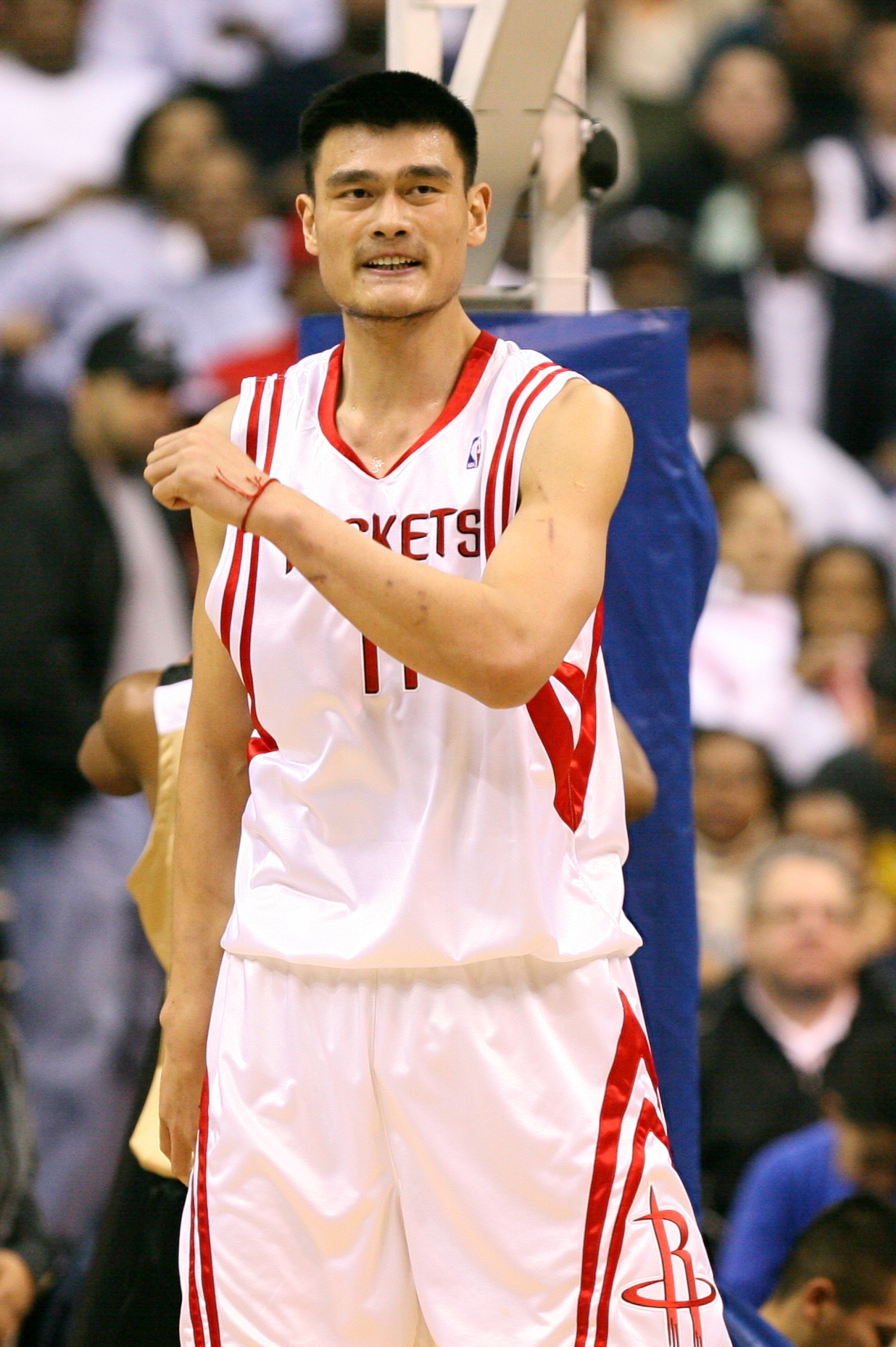
Яо Мину принадлежит рекорд «Рокетс» по проценту бросков с игры и проценту пробитых штрафных бросков

| Категория                               | Игрок         | Продолжительность                          | Матчей |
| --------------------------------------- | ------------- | ------------------------------------------ | ------ |
| Сыгранных матчей подряд                 | Элвин Хейз    | 1968–72, 1981–82                           | 442    |
| Матчей с 10+ очками подряд              | Мозес Мэлоун  | 4 ноября 1972 – 18 апреля 1982             | 319    |
| Матчей с 20+ очками подряд              | Мозес Мэлоун  | 16 января – 18 марта 1982                  | 29     |
| Матчей с 30+ очками подряд              | Мозес Мэлоун  | 26 января – 23 февраля 1982                | 13     |
| Матчей с 40+ очками подряд              | Мозес Мэлоун  | 2–7 февраля 1982 26 февраля – 2 марта 1982 | 3      |
| Забитые 3х-очковые подряд               | Кенни Смит    | 22 января – 6 февраля 1991                 | 10     |
| Матчи хотя бы с одним 3х-очковым подряд | Джеймс Харден | 14 марта 2016 – 5 января 2017              | 53     |
| Забитые штрафные подряд                 | Келвин Мёрфи  | 27 декабря 1980 – 20 февраля 1981          | 78     |
| Матчи с 10+ подборами подряд            | Элвин Хейз    | 30 октября 1968 – 22 февраля 1969          | 60     |
| Матчи с 20+ подборами подряд            | Элвин Хейз    | 1–12 декабря 1970                          | 5      |
| Матчи с 10+ передачами подряд           | Джеймс Харден | 21 декабря 2016 – 11 января 2017           | 12     |

### Рекорды в отдельном матче
| Категория           | Игрок            | Оппонент               | Дата            | Итого        |
| ------------------- | ---------------- | ---------------------- | --------------- | ------------ |
| Минуты              | Куттино Мобли    | Атланта Хокс           | 22 февраля 2004 | 59[b]        |
| Минуты              | Аарон Брукс      | Миннесота Тимбервулвз  | 13 января 2010  | 59[b]        |
| Очки                | Джеймс Харден    | Орландо Мэджик         | 30 января 2018  | 60           |
| Очки за половину    | Вернон Максвелл  | Кливленд Кавальерс     | 26 января 1991  | 37           |
| Очки за четверть    | Вернон Максвелл  | Кливленд Кавальерс     | 26 января 1991  | 30           |
| Подборы             | Мозес Мэлоун     | Нью-Орлеан Джаз        | 9 февраля 1979  | 37           |
| Передачи            | Арт Уильямс      | Финикс Санз            | 28 декабря 1968 | 22           |
| Передачи            | Арт Уильямс      | Сан-Франциско Уорриорз | 14 февраля 1970 | 22           |
| Передачи            | Аллен Ливелл     | Нью-Джерси Нетс        | 25 января 1983  | 22           |
| Потери              | Мозес Мэлоун     | Финикс Санз            | 6 февраля 1981  | 12           |
| Потери              | Джеймс Харден    | Торонто Рэпторс        | 23 ноября 2016  | 12           |
| Перехваты           | Клайд Дрекслер   | Сакраменто Кингз       | 1 ноября 1996   | 10           |
| Блок-шоты           | Элвин Хейз       | Милуоки Бакс           | 19 марта 1971   | 13           |
| Блок-шоты           | Элвин Хейз       | Финикс Санз            | 21 марта 1971   | 13           |
| Блок-шоты           | Ральф Сэмпсон    | Чикаго Буллз           | 9 декабря 1983  | 13           |
| Броски с игры       | Келвин Мёрфи     | Нью-Джерси Нетс        | 18 марта 1978   | 24           |
| Броски с игры       | Хаким Оладжьювон | Денвер Наггетс         | 30 января 1997  | 24           |
| % бросков с игры[c] | Яо Мин           | Майами Хит             | 17 января 2009  | 100% (12–12) |
| 3х-очковые          | Чендлер Парсонс  | Мемфис Гриззлис        | 24 января 2014  | 10           |
| % 3х-очковых        | Аарон Брукс      | Мемфис Гриззлис        | 17 марта 2010   | 1.000 (7–7)  |
| Штрафные            | Слипи Флойд      | Голден Стэйт Уорриорз  | 3 февраля 1991  | 22           |
| Штрафные            | Джеймс Харден    | Мемфис Гриззлис        | 26 декабря 2013 | 22           |
| Штрафные            | Джеймс Харден    | Денвер Наггетс         | 19 марта 2015   | 22           |
| % штрафных [e]      | Кевин Мартин     | Юта Джаз               | 20 марта 2011   | 100% (18–18) |
| % штрафных [e]      | Джеймс Харден    | Бостон Селтикс         | 5 декабря 2016  | 100% (18–18) |

## Командные достижения

### Лучшие за сезон
| Категория        | Сезон НБА | Итого |
| ---------------- | --------- | ----- |
| Победы           | 2017/18   | 65    |
| Очки             | 1969/70   | 9732  |
| Подборы          | 1967/68   | 5418  |
| Передачи         | 1985/86   | 2318  |
| Потери           | 1974/75   | 1759  |
| Перехваты        | 2015/16   | 821   |
| Блок-шоты        | 1984/85   | 597   |
| Броски с игры    | 1969/70   | 3866  |
| % бросков с игры | 1984/85   | .504  |
| 3х-очковые       | 2014/15   | 933   |
| % 3х-очковых     | 2008/09   | .375  |
| Штрафные         | 1970/71   | 2188  |
| % штрафных       | 1973/74   | .812  |

### Худшие за сезон
| Категория        | Сезон НБА | Итого |
| ---------------- | --------- | ----- |
| Победы           | 1982/83   | 14    |
| Очки             | 2003/04   | 7362  |
| Подборы          | 1994/95   | 3320  |
| Передачи         | 2001/02   | 1482  |
| Потери           | 2010/11   | 1110  |
| Перехваты        | 2001/02   | 537   |
| Блок-шоты        | 1978/79   | 286   |
| Броски с игры    | 2005/06   | 2708  |
| % бросков с игры | 1967/68   | .417  |
| 3х-очковые       | 1980/81   | 21    |
| % 3х-очковых     | 1980/81   | .178  |
| Штрафные         | 2007/08   | 1342  |
| % штрафных       | 1968/69   | .682  |

Примечания: Сезоны 1998–99 и 2011–12 были сокращенными из-за локаута, проводилось всего 50 и 66 игр соответственно (вместо 82). Эти два сезона были исключены из общей статистики по худшим сезонам.

## Статистика по одному матчу

### Лучшая
| Категория        | Оппонент                    | Дата            | Итого           |
| ---------------- | --------------------------- | --------------- | --------------- |
| Очки             | Денвер Наггетс              | 10 января 1991  | 156             |
| Подборы          | Сиэтл Суперсоникс           | 4 января 1969   | 89              |
| Передачи         | Лос-Анджелес Клипперс       | 15 марта 1986   | 50              |
| Потери           | Чикаго Буллз                | 27 октября 1973 | 34              |
| Потери           | Канзас-Сити Кингз           | 17 марта 1974   | 34              |
| Перехваты        | Кливленд Кавальерс          | 16 ноября 1986  | 21              |
| Блок-шоты        | Денвер Наггетс              | 16 ноября 1984  | 20              |
| Броски с игры    | Цинциннати Ройалс           | 12 марта 1970   | 67              |
| % бросков с игры | Филадельфия Севенти Сиксерс | 16 февраля 1993 | .685 (61–89)[f] |
| 3-х очковые      | Нью-Орлеан Пеликанс         | 16 декабря 2016 | 24              |
| % 3х-очковых     | Голден Стэйт Уорриорз       | 7 апреля 1994   | .750 (12–16)    |
| Штрафные         | Сиэтл Суперсоникс           | 28 декабря 1967 | 47              |
| % штрафных       | Сакраменто Кингз            | 12 апреля 2010  | 100% (23–23)    |

### Худшая

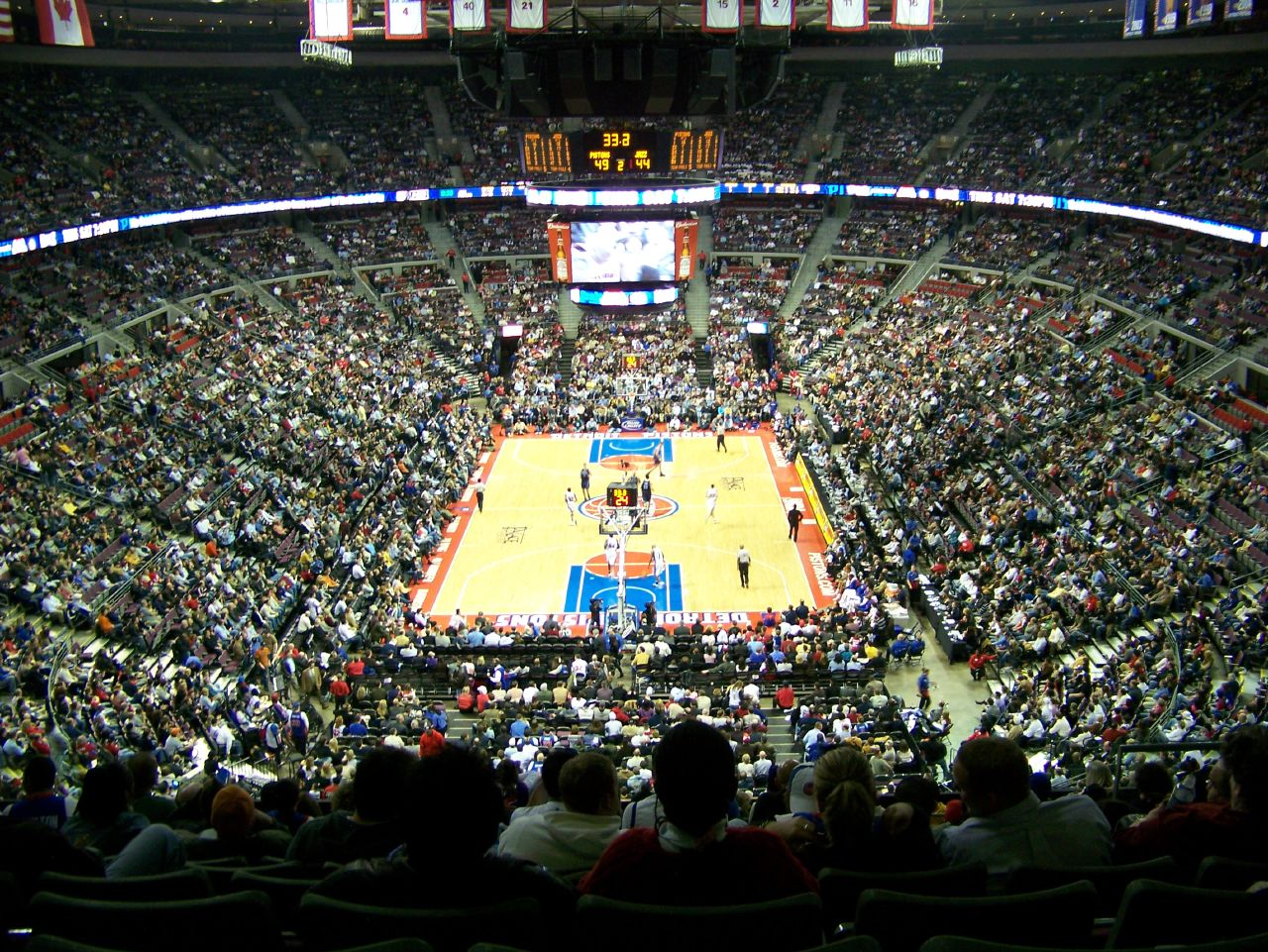
7 января 2004 года «Хьюстон Рокетс» набрали только 66 очков в матче против «Детройт Пистонс», который проходил в Пэлас оф Оберн-Хиллс

| Категория        | Оппонент                | Дата            | Итого        |
| ---------------- | ----------------------- | --------------- | ------------ |
| Очки             | Майами Хит              | 21 декабря 1996 | 66           |
| Очки             | Портленд Трэйл Блэйзерс | 8 апреля 2003   | 66           |
| Очки             | Детройт Пистонс         | 7 января 2004   | 66           |
| Подборы          | Миннесота Тимбервулвз   | 21 февраля 1996 | 23           |
| Передачи         | Атланта Хокс            | 23 февраля 1969 | 6            |
| Передачи         | Вашингтон Буллетс       | 1 апреля 1977   | 6            |
| Потери           | Сакраменто Кингз        | 23 января 1986  | 4            |
| Перехваты        | Даллас Маверикс         | 12 ноября 1991  | 0            |
| Перехваты        | Голден Стэйт Уорриорз   | 31 декабря 2005 | 0            |
| Броски с игры    | Майами Хит              | 21 декабря 1996 | 23           |
| Броски с игры    | Кливленд Кавальерс      | 6 января 1998   | 23           |
| Броски с игры    | Портленд Трэйл Блэйзерс | 7 марта 1999    | 23           |
| Броски с игры    | Нью-Йорк Никс           | 27 декабря 2002 | 23           |
| Броски с игры    | Оклахома-Сити Тандер    | 16 ноября 2014  | 23           |
| % бросков с игры | Оклахома-Сити Тандер    | 16 ноября 2014  | .287 (23–80) |
| % 3х-очковых     | Орландо Мэджик          | 30 марта 1991   | .000 (0–15)  |
| Штрафные         | Денвер Наггетс          | 27 января 1978  | 2            |
| % штрафных       | Портленд Трэйл Блэйзерс | 22 февраля 1983 | .214 (3–14)  |

## Рекорды НБА

### Индивидуальные

#### Отдельная игра регулярного сезона
| Категория              | Игрок           | Соперник          | Дата            | Итого |
| ---------------------- | --------------- | ----------------- | --------------- | ----- |
| Перехватов за половину | Клайд Дрекслер  | Сакраменто Кингз  | 1 ноября 1996   | 8[g]  |
| Подборы в нападении    | Мозес Мэлоун    | Сиэтл Суперсоникс | 11 февраля 1982 | 21    |
| 3х-очковые за половину | Чендлер Парсонс | Мемфис Гриззлис   | 24 января 2014  | 10    |

#### Отдельная игра плей-офф
| Категория           | Игрок            | Соперник              | Дата           | Итого |
| ------------------- | ---------------- | --------------------- | -------------- | ----- |
| Подборы в нападении | Мозес Мэлоун     | Вашингтон Баллетс     | 21 апреля 1977 | 15    |
| Блок-шоты           | Хаким Оладжьювон | Лос-Анджелес Лейкерс  | 29 апреля 1990 | 10[h] |
| Потери              | Джеймс Харден    | Голден Стэйт Уорриорз | 27 мая 2015    | 13    |

#### Серия плей-офф
| Категория           | Матчи серии | Игрок            | Соперник             | Плей-офф | Итого |
| ------------------- | ----------- | ---------------- | -------------------- | -------- | ----- |
| Подборы в нападении | 3           | Мозес Мэлоун     | Сиэтл Суперсоникс    | 1982     | 28    |
| Очки                | 4           | Хаким Оладжьювон | Даллас Маверикс      | 1988     | 150   |
| Блок-шоты           | 4           | Хаким Оладжьювон | Лос-Анджелес Лейкерс | 1990     | 23    |
| Подборы             | 2           | Мозес Мэлоун     | Атланта Хокс         | 1979     | 41    |
| Подборы в нападении | 2           | Мозес Мэлоун     | Атланта Хокс         | 1979     | 25    |
| Подборы в нападении | 3           | Мозес Мэлоун     | Сиэтл Суперсоникс    | 1982     | 28    |

#### Финалы НБА
| Категория              | Игрок       | Соперник       | Плей-офф | Итого |
| ---------------------- | ----------- | -------------- | -------- | ----- |
| Перехваты              | Роберт Орри | Орландо Мэджик | 1995     | 7     |
| 3х-очковые за четверть | Кенни Смит  | Орландо Мэджик | 1995     | 5     |

#### Финальная серия НБА
| Категория           | Матчи серии | Игрок            | Соперник       | Плей-офф | Итого |
| ------------------- | ----------- | ---------------- | -------------- | -------- | ----- |
| Броски с игры       | 4           | Хаким Оладжьювон | Орландо Мэджик | 1995     | 56    |
| Подборы в нападении | 6           | Мозес Мэлоун     | Бостон Селтикс | 1981     | 46    |

### Команда

#### Отдельная игра регулярного сезона
| Категория                         | Соперник                | Дата            | Итого |
| --------------------------------- | ----------------------- | --------------- | ----- |
| Меньше всего очков в овертайме    | Портленд Трэйл Блэйзерс | 22 января 1983  | 0     |
| Меньше всего за очков за половину | Сан-Антонио Спёрс       | 11 декабря 2003 | 55[k] |
| 3х-очковые                        | Нью-Орлеан Пеликанс     | 16 декабря 2016 | 24[l] |
| 3х-очковые броски                 | Нью-Орлеан Пеликанс     | 16 декабря 2016 | 61    |
| 3х-очковые броски за половину     | Нью-Орлеан Пеликанс     | 16 декабря 2016 | 31    |

## Текущий состав
| \| Поз. \| № \| Гражд. \| Имя \| Рост \| Вес \| Откуда \| \| ---- \| -- \| ---------------- \| -------------- \| ------ \| ------ \| ---------------------- \| \| РЗ \| 0 \| ! \| Аарон Холидей \| 183 см \| 84 кг \| УКЛА \| \| ЛФ \| 1 \| ! \| Амен Томпсон \| 201 см \| 94 кг \| Overtime Elite \| \| Ц \| 2 \| Австралия ! \| Джок Лэндейл \| 211 см \| 116 кг \| Сент-Мэрис \| \| Ц \| 3 \| Мали ! \| Данте Н'Фали \| 211 см \| 104 кг \| Орегонский университет \| \| АЗ \| 4 \| ! \| Джейлен Грин \| 193 см \| 84 кг \| Школа Пролифик Преп \| \| РЗ \| 5 \| ! \| Фред Ванвлит \| 183 см \| 89 кг \| Канзас \| \| ЛФ \| 7 \| ! \| Кэм Уитмор \| 201 см \| 105 кг \| Университет Вилланова \| \| ЛФ \| 8 \| ! \| Джейшон Тэйт \| 193 см \| 104 кг \| Огайо Стэйт \| \| ЛФ \| 9 \| Канада ! \| Диллон Брукс \| 198 см \| 102 кг \| Орегон Стэйт \| \| ТФ \| 10 \| ! \| Джабари Смит \| 211 см \| 99 кг \| Оберн \| \| Ц \| 12 \| Новая Зеландия ! \| Стивен Адамс \| 211 см \| 120 кг \| Питтсбург \| \| РЗ \| 15 \| ! \| Рид Шеппард \| 188 см \| 83 кг \| Кентукки \| \| ТФ \| 17 \| ! \| Тари Исон \| 203 см \| 97 кг \| Луизиана, Цинциннати \| \| АЗ \| 19 \| ! \| Нэйт Уильямс \| 196 см \| 92 кг \| Буффало \| \| Ц \| 28 \| Турция ! \| Алперен Шенгюн \| 208 см \| 110 кг \| Турция \| \| ТФ \| 32 \| ! \| Джефф Грин \| 203 см \| 106 кг \| Джорджтаун \| \| Ц \| 58 \| Австралия ! \| Джек Маквей \| 203 см \| 97 кг \| Небраска \| | Главный тренер - Име Удока Ассистенты тренера - Роял Айви - Бен Салливан - Гарретт Джексон - Уилл Данн - Майк Мозер - Кэм Ходжес Состав • Переходы Последнее изменение: 12 мая 2025 года |                  |                |        |        |                        |
| Поз. | № | Гражд.           | Имя            | Рост   | Вес    | Откуда                 |
| РЗ | 0 | !                | Аарон Холидей  | 183 см | 84 кг  | УКЛА                   |
| ЛФ | 1 | !                | Амен Томпсон   | 201 см | 94 кг  | Overtime Elite         |
| Ц | 2 | Австралия !      | Джок Лэндейл   | 211 см | 116 кг | Сент-Мэрис             |
| Ц | 3 | Мали !           | Данте Н'Фали   | 211 см | 104 кг | Орегонский университет |
| АЗ | 4 | !                | Джейлен Грин   | 193 см | 84 кг  | Школа Пролифик Преп    |
| РЗ | 5 | !                | Фред Ванвлит   | 183 см | 89 кг  | Канзас                 |
| ЛФ | 7 | !                | Кэм Уитмор     | 201 см | 105 кг | Университет Вилланова  |
| ЛФ | 8 | !                | Джейшон Тэйт   | 193 см | 104 кг | Огайо Стэйт            |
| ЛФ | 9 | Канада !         | Диллон Брукс   | 198 см | 102 кг | Орегон Стэйт           |
| ТФ | 10 | !                | Джабари Смит   | 211 см | 99 кг  | Оберн                  |
| Ц | 12 | Новая Зеландия ! | Стивен Адамс   | 211 см | 120 кг | Питтсбург              |
| РЗ | 15 | !                | Рид Шеппард    | 188 см | 83 кг  | Кентукки               |
| ТФ | 17 | !                | Тари Исон      | 203 см | 97 кг  | Луизиана, Цинциннати   |
| АЗ | 19 | !                | Нэйт Уильямс   | 196 см | 92 кг  | Буффало                |
| Ц | 28 | Турция !         | Алперен Шенгюн | 208 см | 110 кг | Турция                 |
| ТФ | 32 | !                | Джефф Грин     | 203 см | 106 кг | Джорджтаун             |
| Ц | 58 | Австралия !      | Джек Маквей    | 203 см | 97 кг  | Небраска               |